# Viby (gmina Kristianstad)
Viby – miejscowość (tätort) w Szwecji, w regionie administracyjnym (län) Skania, w gminie Kristianstad.
Według danych Szwedzkiego Urzędu Statystycznego liczba ludności wyniosła: 1187 (31 grudnia 2018) i 1182 (31 grudnia 2019).